# カリヨン

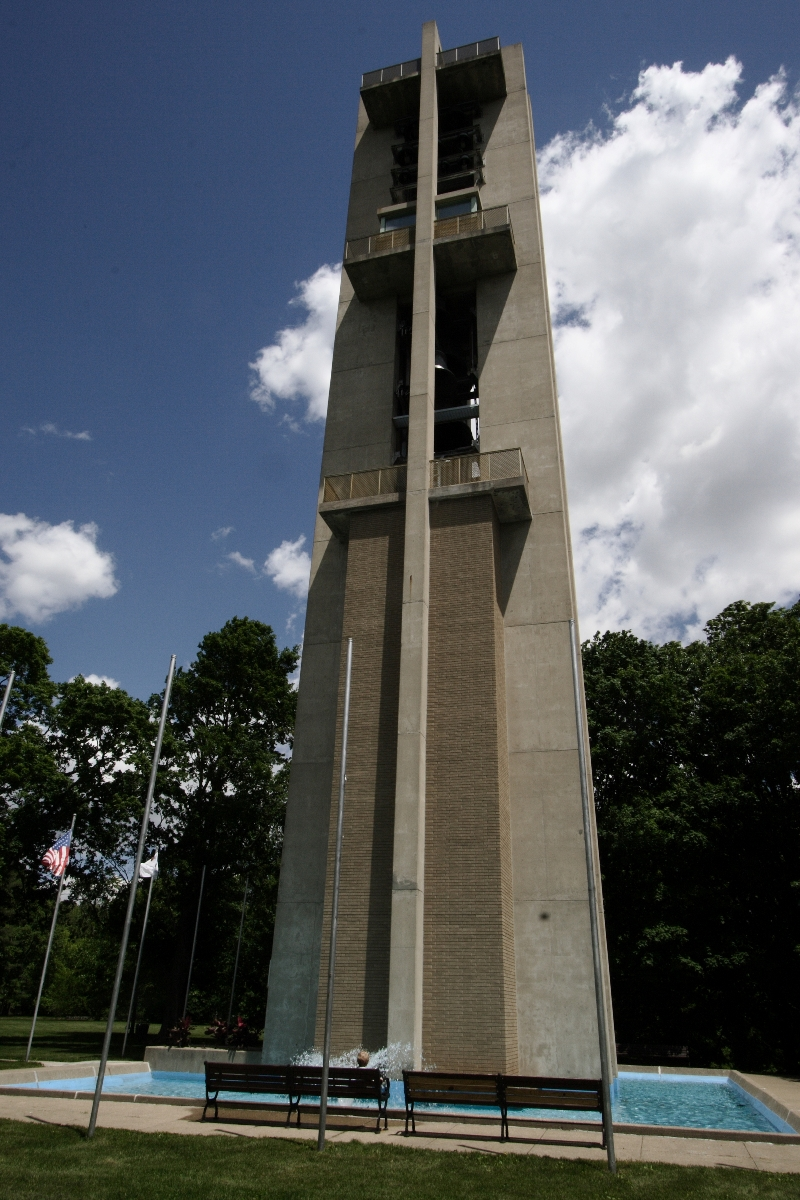
ワシントン公園のカリヨン。

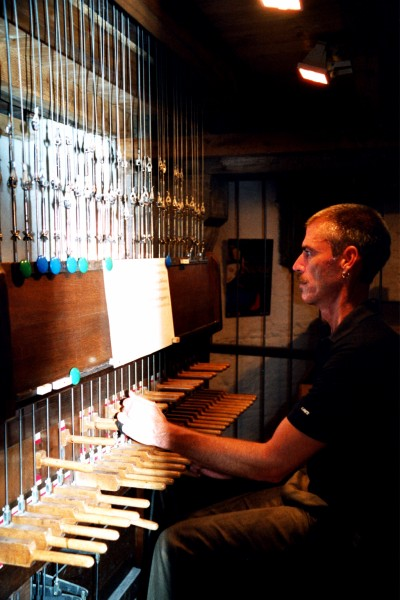
フランス・ペルピニャンのサン＝ジャン＝バプティスト教会でのブライアン・スウェイガーによるカリヨン演奏。

カリヨン（仏: carillon、アメリカ: [ˈkærəlɒn] KERR-əl-on or イギリス: [kəˈrɪljən] kə-RIL-yən; フランス語: [kaʁijɔ̃]）は、調律した鐘と鍵盤を組み合わせて演奏する有音程打楽器であり鍵盤楽器、体鳴楽器。日本語では組み鐘と訳される。音色を揃え調律した青銅製の鐘を複数組み合わせ、鍵盤を使ってメロディーと和声を演奏する。多くは塔状の建築物に納めた鐘を、塔内にあるコンソールから演奏する。現在の形態に近いものは15世紀にオランダで開発され、19世紀までネーデルラント（現在のベルギー、オランダ、フランスの一部）を中心に広まり、現代では世界中に分布している。

## 概要
カリヨンは鐘楼などの塔状の建築物として設置される楽器であり、歴史的には時報を流す目的で設置されてきた。その多くは教会、学校、地方自治体などの団体が保有している。演奏にはバトン式鍵盤とペダルを用いるため鍵盤楽器であり、鐘を叩くことで発音するため体鳴楽器である。
カリヨンはタワーベルと同じくスイングベルから派生した楽器である。カリヨンの練習用の楽器からグロッケンシュピールが作られた。また、カリヨンの持つ自動演奏の仕掛けはオルゴールの元となった。1999年にはベルギー、フランスの古いカリヨンが当時の技術、景観、あるいは重要な建築であると評価され、ベルギーとフランスの鐘楼群が世界遺産に登録されている。
カリヨンを含めて、調律した鐘を並べて演奏する楽器には音色、サイズ、重さ、形状において多彩なバリエーションがある。カリヨンと演奏方法やアクション機構が同じでも鐘が23個（2オクターブ）以下のものはカリヨンではなくチャイムと呼ばれる。
カリヨンは大まかに伝統的カリヨンと非伝統的カリヨンの2つに分類される。伝統的カリヨンとは、人がバトン式鍵盤を用いて演奏し、電気式や電子式、コンピューターによるアクションの伝達を行わないものである。伝統的カリヨンは700ほどあると考えられており、その多くはヨーロッパのネーデルラント周辺と、アメリカ合衆国にある。非伝統的カリヨンとは、鍵盤を持たず、人が演奏できないか、人が演奏してもその動力を電気式や電子式で鐘に伝えるようになっているものである。500個ほどの存在が知られており、その多くは西ヨーロッパにあると考えられている。数は少ないものの、演奏の仕組を小型化・軽量化して台車に乗るようした移動式のカリヨンもあり、トラベリングカリヨンと呼ばれている。
伝統的カリヨンと非伝統的カリヨンの境界について、楽器によっては両方の特徴を持つものもあり、文献、団体などによって境界が異なる。本記事では北アメリカ大陸カリヨン連盟（GCAN）の定義に従い、単にカリヨンと記載した際には「人が演奏可能なバトン式鍵盤を持ち、機械式のアクションで人力を伝達して2オクターブ以上の調律した鐘を叩いて演奏する楽器」を中心に記載する。
楽器の数が限られているため、演奏者の数は少ない。カリヨン奏者となるためには、ベルギーやオランダにあるカリヨン専門の学校や、北アメリカの複数の大学のカリヨン奏者の育成コースで演奏方法を学ぶことができる。専門の学校を卒業するか、ギルド認定試験に合格することで認定カリヨン奏者になれる。
日本国内にはカリヨンと呼ばれる楽器あるいはモニュメントが1993年時点で300箇所以上ある。そのほぼ全ては鍵盤を持たない自動演奏のみが可能なものか、鍵盤があっても動力を電気式で伝える非伝統的カリヨンであり、この項目でいうカリヨンには該当していない。日本国内でカリヨンに当てはまるものは4つ、そのうち3つが世界カリヨン協会にカリヨンとして登録されている。また、いくつかの歴史的カリヨンの存在が確認されている。2021年時点で日本出身で認定を受けたカリヨン奏者は数人のみ知られており、2019年に日本カリヨン協会、2020年に日本カリヨン演奏家協会が設立されている。

## 名称と語源
カリヨンという語は、18世紀ごろに古フランス語の carignon （または quarregon と綴る。「4個組みのベル」の意）から造られた。quarregon はラテン語の quaternionem（クワテルニオ、「4個組」を意味する）、これはさらにラテン語のquater（「4回」を意味する）から来ている。最も初期のカリヨンは、4つの鐘を組み合わせてウエストミンスターの鐘のようなメロディーを奏でていたためこう呼ばれた。 carillon  という語はかつて楽器ではなく、複数の鐘で演奏するメロディーを指していた可能性がある。ドイツ語では、フランス語の carignon を使うかドイツ語で Glockenspiel （「鐘の演奏」を意味する）と呼ぶ。これは楽器名のグロッケンシュピール(glockenspiel)と同じ綴りだが区別する必要がある。オランダ語では beiaard と呼ばれており、その語源はよくわかっていない。
カリヨンの演奏者をカリヨン奏者と呼び、英語圏ではフランス語から carillonneur (アメリカ: [ˌkɛrələˈnɜːr] KERR-ə-lə-NUR, イギリス: [kəˌrɪljəˈnɜːr] kə-RIL-yə-NUR)、日本語でもこれを英語風に読んでカリヨネアと呼ぶことがある。カリヨン、カリヨネアは18世紀のスペイン継承戦争後にこの楽器がイギリス軍に紹介されてから英語話者の間で使われるようになった。フランス語の carillonneur はカリヨンを演奏する男性にのみ使われる言葉であり、フランス語で女性のカリヨン奏者を表すcarillonneuse は英語圏、日本語圏では使われていない。英語圏では他にカリヨン奏者を表す言葉として carillonist も使われている。carillonist のほうがスペルがわかりやすく発音も明快であるため、一部のカリヨン奏者は carillonneur を carillonist で置き換えることを望んでいる。2018年に、世界カリヨン連盟は会話で使用するのに好ましい用語として carillonist を採用した。

## 特徴

### 構造

#### 鍵盤

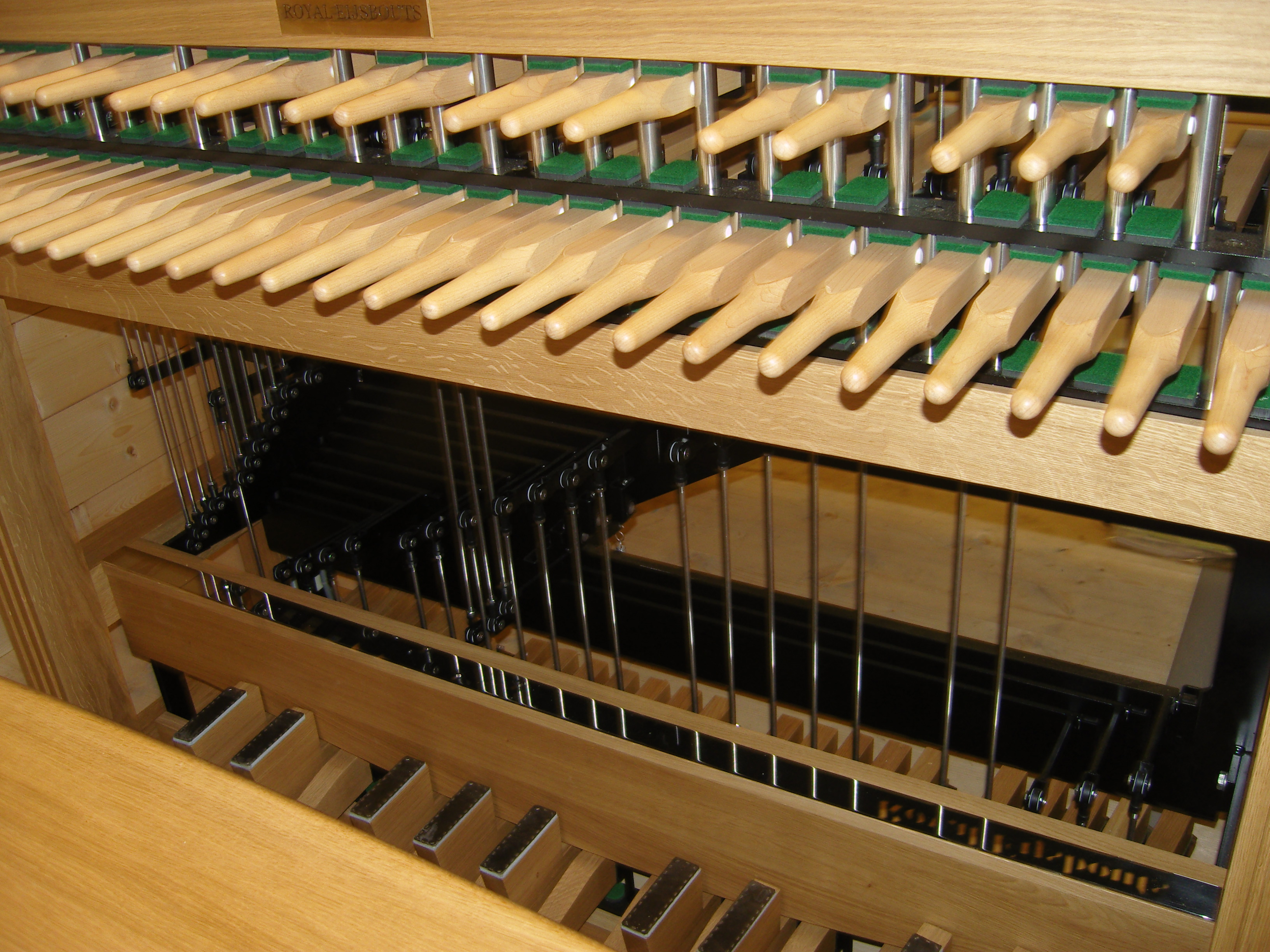
フンンス、メーヌ＝エ＝ロワール県の聖心教会のカリヨンコンソール

カリヨンは鍵盤楽器であり、人間が演奏可能なバトン状の鍵盤を持つ。鍵盤の形状はピアノやオルガンとは大きく異なるものの、鍵盤の配列はよく似ている。他の鍵盤楽器のキーに当たるものは丸みを帯びた木の棒（＝バトン）で作られており、長さは20cm弱、太さ2cm弱の独特の形状をしている。鍵盤の構成は他の鍵盤楽器同様、ピアノの白鍵にあたる全音階のバトンが横一列に並び、その5cm〜10cmほど上にピアノの黒鍵に相当する半音階のバトンが並ぶ。バトンのサイズはピアノやオルガンの鍵盤よりも大きく、隣り合うバトン同士は5cmほど離れている。奏者は手を握り、拳の小指側でバトンを叩くようにして演奏する。そのため片方の腕で出せる音は基本的には一度に1音のみとなり、両手両足を用いても一度に4音となる。低音側の1.5オクターブから2オクターブはペダルにも割り当てられ、鍵盤でもペダルでも音を出すことができる。ペダルと鍵盤は接続されており、ペダルを踏むと同じ音の鍵盤側のバトンも下がる挙動となる。カリヨンのペダルはオルガンほど長くはなく、短く太く、間隔が広く作られている。
20世紀以降、カリヨンの鍵盤とペダルには、北アメリカカリヨンギルド (GCNA) による規格と、北ヨーロッパ規格の二つが存在していた。二つの規格は外側のペダルが内側に向けて曲がっているかどうか、キーのストロークなど幾つかの点で違いがあった。2006年に世界カリヨン協会がこれらをまとめたWCF Keyboard 2006を作成し、それ以降カリヨンを新たに作るか、既存のキーボードを改修する際の基準として使うよう推奨している。

#### アクション機構

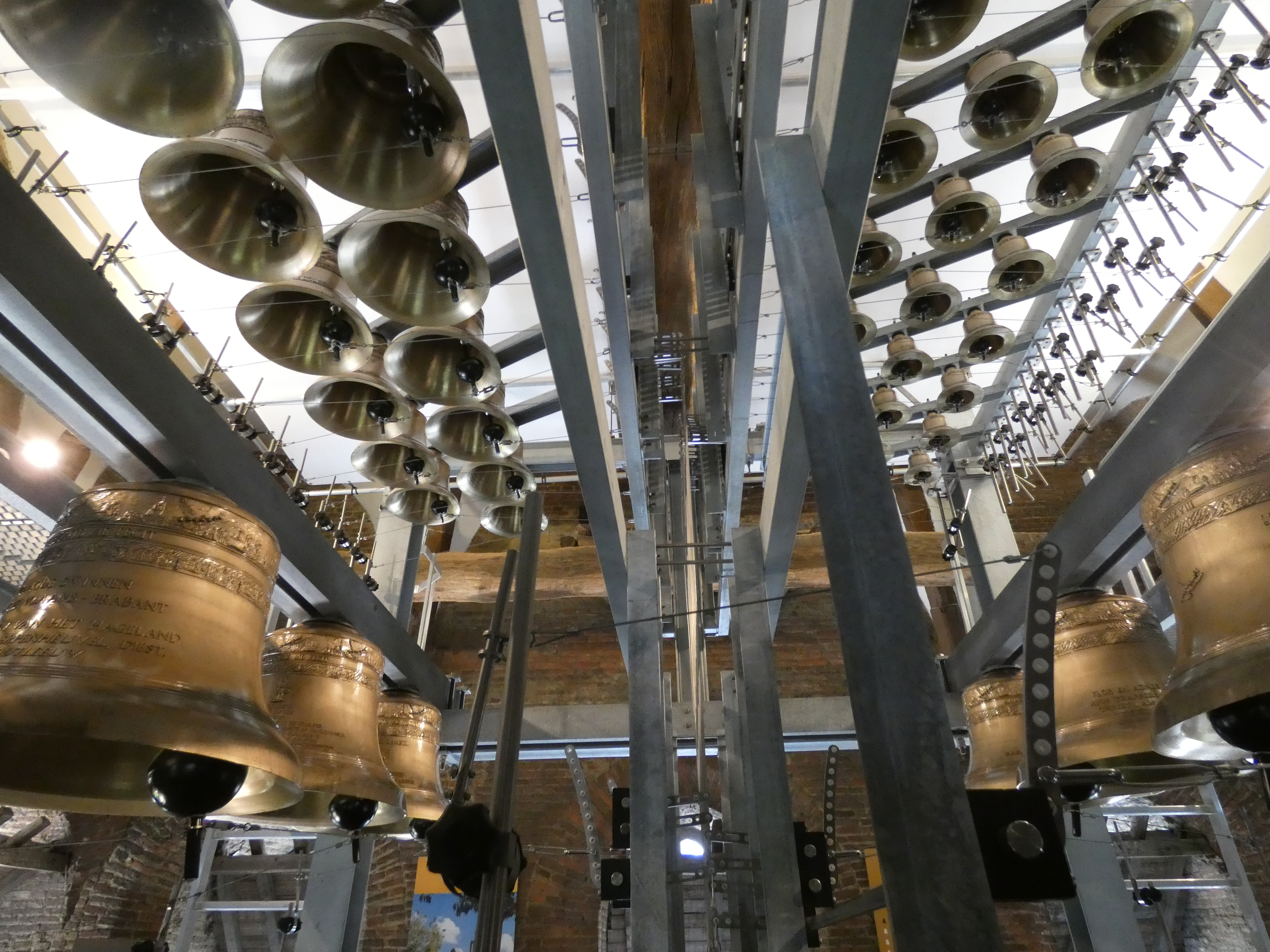
ベルギー、アールスホットにある49の鐘を持つピース・カリヨンの鐘とアクション機構

鍵盤のそれぞれのキーは、ステンレス製のワイヤーによる伝達システムに接続している。キーを押した力でワイヤーを引っ張り、その力を滑車を経由して他のワイヤーに伝達し、最終的にクラッパー（鐘の舌）を鐘にむけて揺れる動きに変換する。クラッパーは静止時には鐘から5cmほどの距離で停止する。音の低い大きな鐘では、クラッパーは音を出した後重力によって元の位置に戻る。音の高い小さな鐘では、クラッパーを元の位置に戻すための戻りバネ (return spring) を取り付けており、一度の打鍵で何度も鳴らないようになっている。大きな鐘のクラッパーは大きく重いためこの機構は不要である。鍵盤のすぐ上には、ターンバックル（引き締めネジ）と呼ばれるワイヤーの調節機構を持ち、温度変化で伸び縮みするワイヤーを調節できる。

#### 鐘の収容
カップ型をした青銅製の鐘は、塔の頂上部の鋼鉄や木製の梁に吊り下げられる。鐘の配置は設置する空間、塔の高さと構造、鐘の数とサイズ、重さによって異なる配置となる。特に大きく重い低音の鐘は、音のバランスを確保するために演奏室の下に配置されることが多い。
ほとんどのカリヨンでは、演奏時にはクラッパーだけが動いて音を出し、鐘は動かない。一部の楽器にのみ、一番重い鐘を揺らしてスイングベルのように音を出す機構を持つものがある。

#### 自動演奏機構
| ザルツブルグの自動演奏カリヨンのシリンダー。音を出す箇所を指定するために杭を打ち込む穴が7940個開けられている |  | ザルツブルグの自動演奏カリヨンのシリンダー。音を出す箇所を指定するために杭を打ち込む穴が7940個開けられている |
| ザルツブルグの自動演奏カリヨンのシリンダー。音を出す箇所を指定するために杭を打ち込む穴が7940個開けられている |  | |

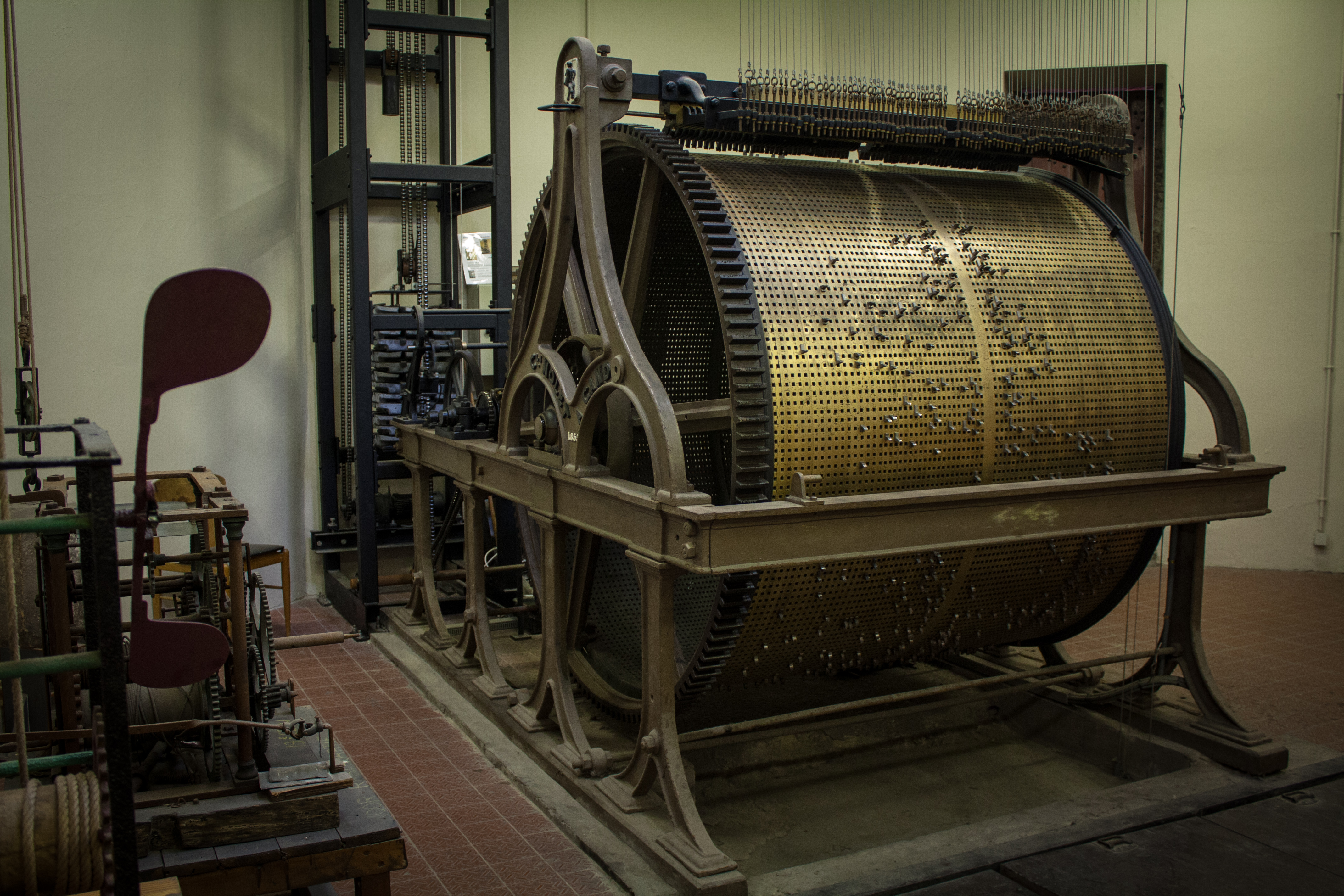
ドイツ、ゲントの鐘楼にある自動演奏のためのシリンダー

カリヨンには、単純な曲やウェストミンスターの鐘の自動演奏機構を備えているものがある。ヨーロッパでは多くのカリヨンが時計に接続した大きな金属製のシリンダー状の演奏ドラムを使用している。演奏ドラムの表面には金属製の杭を打ち込んであり、そのすぐ脇に鐘を鳴らすハンマーに接続したレバーを並べて設置している。時刻が来てドラムを回転させると、杭がレバーに引っかかり、さらに回転すると杭からレバーが外れ、その力でハンマーが鐘を鳴らす構造となっている。杭は一時間おき、あるいは15分おきに簡単な曲を演奏するように配列されている。この機構の時計をゼンマイに、シリンダー部分を小型化、鐘をくし型の金属板にしたものが現代のシリンダー型のオルゴールである。
北米のカリヨンでは演奏ドラムのシステムはあまり一般的ではなく、代わりに紙テープと空気圧による演奏システムを持つものがある。

#### 重量
パイプオルガンと並んで、カリヨンは世界で最も重い楽器の一つである。カリヨンの重量は鐘のみでも4.5トン〜15トンほどであり、最も軽いものでも1トン、最も重いニューヨーク、リバーサイド教会にあるローラ・スペルマン・ロックフェラー記念カリヨンのものでは91トンにもなる。一組のカリヨンの中で最も大きく重い鐘はブルドン (鐘)と呼ばれる。ローラ・スペルマン・ロックフェラー記念カリヨンのブルドンは、カリヨン用に調律された鐘のなかで最も重いキャスティング（鐘の音が出る金属部分）であり、他のカリヨンの一番低い音よりもさらに一オクターブ低い音を出すことができる。ロックフェラー記念カリヨンの鐘以外の発音部分、固定鐘、スングベル、クラッパー、梁などの重量を加えると227トン前後の重量になる。

### 音

#### 調律
カリヨンは鐘を叩くことで音を出すため、ザックス＝ホルンボステル分類では打奏体鳴楽器の舌奏式釣鐘(111.242.222)に分類される。カリヨンに使用する鐘は、通常の銅よりも大きな剛性と共鳴音を得るためにベルブロンズ（またはベルメタル）と呼ばれる銅とスズの特殊な合金で作る。鐘の音色と音質は、鐘の重さと輪郭、形状によって決まり、鐘が欠けたり腐食したりしなければ鐘の音が変化することはない。鐘の形状に応じて倍音と部分音の構成が変化する。倍音、部分音には調和する音も調和しない音の両方があり、心地よい、調和のとれた一連の音色を生み出すには鐘の輪郭を注意深く調整する必要がある。鐘の製作者は通常5つの主要な音程に焦点を合わせて調整を行う。特に、ティアス (tierce) と呼ばれる短三度の倍音は、カリヨンの独特の音を生み出すことが知られており、現在も研究の対象となっている。
鋳造のみによって完全に調律した鐘を造ることができないため、鐘はやや厚めに鋳造し、旋盤で表面を削りとって調律を行う。音色の調整が完了すると、以後鐘の音色が変わることはほとんどなく、設置後に鐘を劣化させるのは火事と大気汚染だけであると言われている。 古いヨーロッパのカリヨンは中全音律に調律されていた。現代のカリヨン、特に北米のカリヨンは平均律に調整されている。

#### 音量
カリヨンにはピアノと同等か、それ以上のダイナミックレンジを持つ楽器が存在する。演奏者は演奏時のタッチによって幅広い音量を表現できる。大きな鐘（低い音）のダイナミックレンジは小さい鐘（高い音）よりも広いものとなる。小さな鐘は質量が少ないため、大きな鐘のごく一部の音量しか表現することができない。

#### 音域
カリヨンの音域はそのカリヨンの鐘の数に比例し、鐘の数は主に楽器を造る際の資金で決まる。大きな鐘の鋳造コストは小さいものよりも高く、鐘を多く鋳造するにはより多くの資金が必要となる。カリヨンと呼ぶには、少なくとも23個（2オクターブ）以上の鐘を持つことが条件となり、それ未満の楽器はチャイム (en)  と呼ばれる。カリヨンの音域に標準的な規格はなく、主に鐘の個数によって幾つかの小分類が使用されている。
- 23個 - 27個の鐘を持つものは2オクターブカリヨン、35個から39個の鐘を持つものは3オクターブカリヨンと呼ばれる。これらのカリヨンで演奏するには、狭い音域向けに書かれた楽譜を使用する[48]。
- 45個 - 50個の鐘を持つカリヨン（4オクターブ）はコンサートカリヨン、またはスタンダードカリヨンと呼ばれる[49]。
- 50個以上の鐘を持つものはしばしばグレートカリヨンやグランドカリヨンなどと呼ばれる[注釈 2]。
- 15個から23個の鐘を持つカリヨンのうち、1940年以前に作られたものは、世界カリヨン協会では歴史的カリヨンと呼んでいる[50]。

鐘の個数では、ミシガン州ブルームフィールドヒルズにあるカーク・イン・ザ・ヒルズ長老派教会にあるカークカリヨンと、韓国の大田広域市にある大田科学技術大学のカリヨンがいずれも77個の鐘を持ち、世界最大となっている。

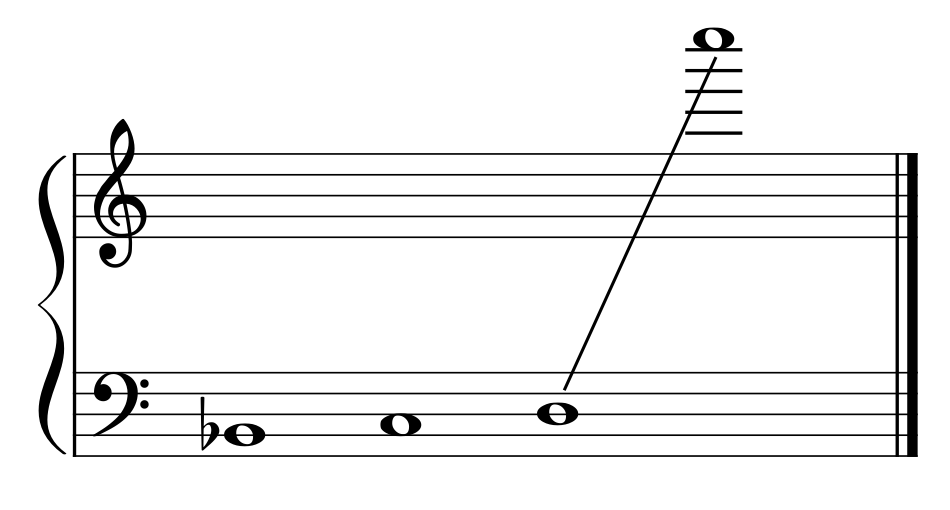
49鐘のカリオンの音域の例。低音のC♯ がなく、 B♭ が存在している

カリヨンは他の楽器と合奏することがほとんどないため、最低音の鐘はどの音でも大きな問題はない。そのため、設置する場所、あるいは資金の都合で最低音となる鐘が選ばれる。楽譜の記載と演奏を容易にするため、カリヨンの鍵盤にはCコンパスと呼ばれるCの基準位置を示すことが一般的となっており、古い楽器や、小さいサイズのカリヨンの多くは移調楽器である。転置は、完全四度下から1オクターブ上までどこでも可能である。米国ではカリヨンを本格的なコンサート楽器として確立するために、コンサートピッチ調律されている新しいカリヨンが増えている。

上記の画像の音域範囲をピアノの鍵盤で示したもの。中央のC音を黄色で示している)

Cコンパス基準で考えると、多くのカリヨンでは大きい方から2番目と4番目の鐘となるC♯とE♭の鐘が欠けている。理由として主に財政的な問題が挙げられる。これらの鐘を省くことでカリヨンの構造を簡略化して、大掛かりなカリヨンでは費用を20%前後削減できることがある。1900年代初頭以降、ヨーロッパではE♭の鐘を追加するカリヨンが時々あり、そう言った楽器ではC♯の代わりにC音の長二度下であるB♭も追加することがよくある。
楽器によって音域や鐘、それを演奏する鍵盤のサイズが異なり、鍵盤全体が移調されている楽器もあり、演奏時に必要な動作やタッチが楽器ごとに大きく変わるなどの事情から、多くのカリヨンでは鐘楼ごとに専属のカリヨン奏者を抱えている。

## 歴史

### 起源
カリヨン以前、鐘は時報として用いられ、また、なんらかのメッセージを伝えるために利用されており、カリヨンはこの二つを合わせる形で生み出された。

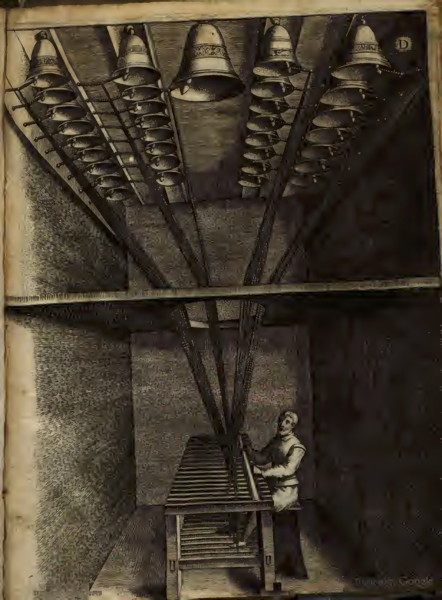
人が演奏するカリヨンを描いた最も古い絵 De Campanis Commentarius (1612) より。 Angelo Rocca作

中世まで、鐘の奏者はスイングベルのクラッパーにロープを取り付けて、鐘は静止したままチャイムと呼ばれる方法で鳴らしていた。チャイムで鳴らす音はスイングで鳴らす場合と比べてより細かく音を制御できるため、聞こえる範囲にメッセージを届けるために使われていた。たとえば、鐘を鳴らすことで火事や差し迫った災害を知らせるためによく利用されていた。また、慶事には奏者がベルに取り付けたロープを集め、リズミカルに演奏することなども行われていた。1478年にダンケルクの男性が鐘でメロディーを演奏を行い、「神への敬意の表明が大きく躍進した」と述べている。また、1482年にベルギー、アールストのjesterという道化師がアントワープでロープとバトンを使って鐘を鳴らしていた記録があり、これは鍵盤の存在を示唆している。
14世紀に機械式時計のために開発された脱進機の技術がヨーロッパの時計塔に徐々に広がり、それまであった水時計が機械式時計に置き換えられていった。当時の時計には文字盤がなく、代わりに時刻に対応する数だけ鐘を鳴らして時刻を知らせていた。最終的にこの時報時計は、時刻を跨ぐ直前にお知らせの音を出し、続く内容に注目するよう促すものとなった。このお知らせの音は前鐘（英語: forestrike、オランダ語: voorslag)と呼ばれている。初期の前鐘は一つか二つの鐘を鳴らすだけのものであったが、徐々に鳴らす機構が改善され、15世紀半ばには3つから7つの鐘を組み合わせてシンプルなメロディー (Clock chime) を演奏できるようになった。

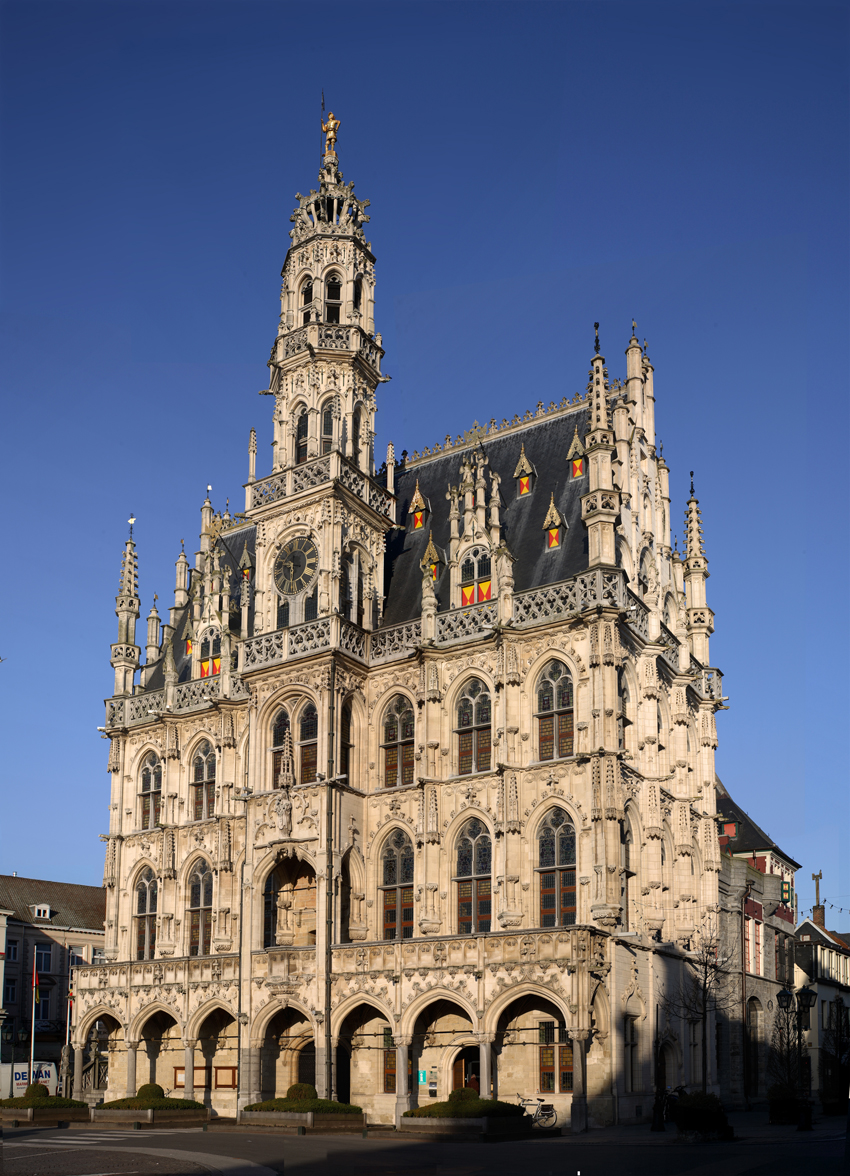
1510年に最も初期のカリヨンを設置したアウデナールデ市庁舎と鐘楼

1510年に、アウデナールデ市庁舎にこれらの二つの機能を統合した原始的なカリヨンが造られた。これには9つの鐘があり、それぞれの鐘が時計の前鐘の機構と人が演奏できる鍵盤の両方に接続していた。ネーデルラント（現代のベルギー、オランダ、またフランスのノール＝パ・ド・カレー地域圏）では鐘で音楽を奏でることへの関心が特に高まり、鐘の鋳造技術がヨーロッパの他の地域に比べて著しく発達した。

### 開発
16世紀から17世紀にかけて、ネーデルラントでは新しい楽器の開発のために良い条件が整った。この地域は、アムステルダムとアントワープの港を通じて、財政的手段と技術的優位性を獲得して鐘の鋳造の技術が発達した。さらにオーストリアのマルグリット・ドートリッシュとカール5世による政治情勢が、都市に相対的な富と権力をもたらした 。カリヨンは市民の誇るシンボルとして流行し、都市や町はお互いに最も高品質で最も大きな鐘を持つ楽器を所有することを競い合った。都市部には一つの街で複数のカリヨンを造るところがいくつもあり、田舎の小さな村でもカリヨンを作るための資金・資材を捻出するところがあった 。この需要により、鐘の鋳造家が産業としても成功し、ワグヘブンズやファン・デン・ヘインなどの成功者が生まれた。16世紀から17世紀にかけて彼らが作ったカリヨンは50個にのぼる。1600年頃には、初期のカリヨンがこの地域の特徴として確立した。

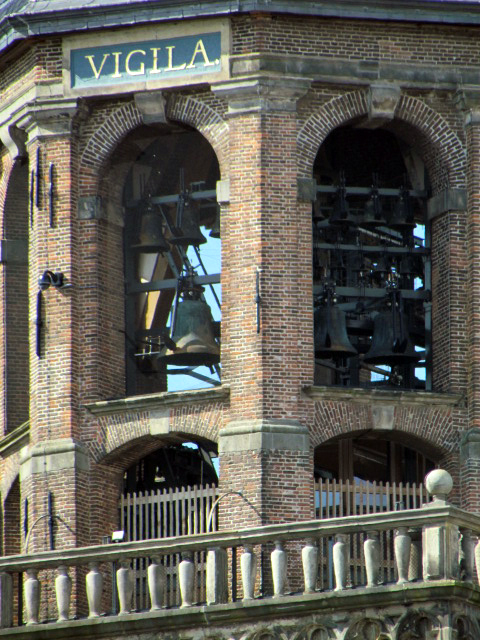
オランダ、デーフェンテルの聖レビヌス大聖堂 の鐘楼に釣られるヘモニー兄弟によるカリヨン。この鐘は1647年にズトフェンで鋳造されている。

17世紀に、正確な鐘の調律技術で有名になった鋳造家ヘモニー兄弟とヤコブ・ファン・エイクが協力することで、現代のカリヨンにつながる重要な開発が行われた。ヤコブ・ファン・エイクはユトレヒトで活動した盲目のカリヨン奏者で、オランダの幾つかの都市で時計台のチャイムやカリヨンの改善をするよう任命されていた。彼は鐘の音色に強い興味を抱いており、1633年に鐘のもつ5つの部分音を分離して記述する技術を確立した。また、鐘の厚さを調節することで、それぞれの部分音を互いに調和するよう調律できることを発見した。ヘモニー兄弟は、ヤコブ・ファン・エイクを顧問として、ズトフェンにある Wijnhuistoren の塔に19個の鐘を持つカリヨンの製作を行った。鐘の調律にヤコブ・ファン・エイクの指導を加えたことにより、初めて現代の定義でいうカリヨンに到達したものとなった。カリヨン奏者 John Gouwens によると、その鐘の品質が非常に良かったため、ヤコブ・ファン・エイクは2オクターブ（＝23個）の鐘を鋳造するよう進言し、この時から標準的なカリヨンを構成する最小の鐘の数が23個と考えられるようになった。ヘモニー兄弟はその後36年間で51組のカリヨンを製作し、その後18世紀にかけてカリヨン文化の最盛期となった。

### 衰退
1789年から巻き起こったフランス革命により、ネーデルラントとカリヨンは広範囲に被害を被った。オーストリア領ネーデルラントはフランスに征服され、1975年に併合された。また、ネーデルラント連邦共和国はいくつかの姉妹共和国を経て1810年にフランスに併合された。フランス第一共和政の2年目に公安委員会は銅不足を解消するため、カリヨンを解体して鐘を鋳つぶして銅を供出する指示を発布した。カリヨンの所有者達は、新政府に要望書を出して「文化的に重要」 と認めさせるか、鐘を取り外して埋めるなどして抵抗した。当時110のカリヨンがあったが、そのうち約50個は戦争、火災、人為的破壊などの被害により破壊され、大部分はフランス革命戦争に使用する大砲を作るために鋳つぶされた。
1750年から19世紀にかけて、戦争による破壊以外の点においても、人々のカリヨンへの関心が大幅に低下してしまった。多くの世帯で振り子式置き時計が使えるようになり、懐中時計を持つ人も増えたため、カリヨンによる時報の需要が大きく低下していた。さらに、当時あったカリヨンの多くは中全音律に調律されており、新しい半音階の音楽様式の演奏には不向きであり、楽器としても時代に大きく取り残されていた。カリヨンのための曲が新たに作られることはなくなり、カリヨン演奏の質も大幅に低下していた。1895年に音楽出版社の Schott frères (en)  が マティアス・ファン・デン・ギュイエンの『ピアノのための11のカリヨン前奏曲』を出版した際に「現代のカリヨン奏者はこれらをカリヨンで演奏する方法を知らない」と不満を記している 。さらに、カリヨン製作が減少したことにより、ヘモニー兄弟が確立した調律技術のうち、ヤコブ・ファン・エイクの発見に依らない部分の技術が失われてしまった。そのため、この時代に作られたカリヨンはそれ以前の物よりも品質がよくなかった。

### 復興
1890年代初頭に、イギリスの律修司祭でチェンジリンガーだったアーサー・シンプソンが、鐘の調律に関する一連の記事を出版した。彼は当時の鐘鋳造家達が、鐘の貧弱な調律に無頓着であることを訴え、その解決方法を提案していた。ファン・デン・ヘインの鐘の調律技術を再現しようとしていたジョン・ウイリアム・テラーはシンプソンと協力し、1世紀以上ぶりの1904年に調律した鐘の鋳造に成功した。この技術の復活により、カリヨンの建造も復活し始めた。

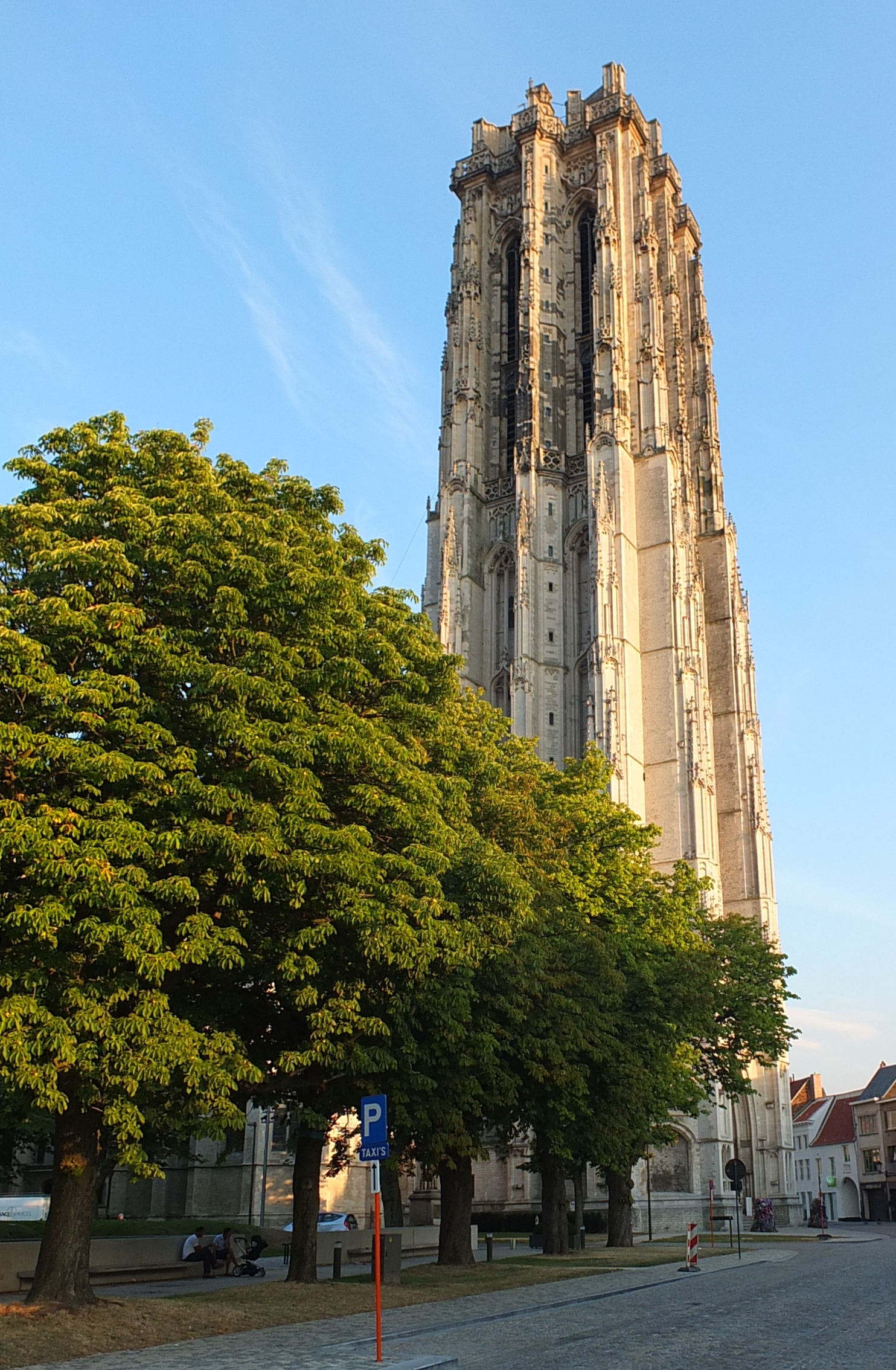
ジェフ・デニンがカリヨンに世界からの注目を集めたベルギー、メッヘレンにある聖ロンバウツ大聖堂の鐘楼

ベルギーのメッヘレンではジェフ・デニンが楽器としてのカリヨン復活の中心的役割を担った。1887年に、彼の父親が盲目になり、デニンは聖ロンバウツ大聖堂の都市カリヨンの演奏を引き継ぐことになった。演奏を始めてすぐに彼は演奏性の向上を訴えた。また、彼の父親が開発し、大聖堂に設置しかけていたタンブラー・ラック・システムを設置し、それにより音量コントロールの自由度を増し、速いパッセージ、トレモロを演奏できるようになった。トレモロによって、ロマン派時代のカリヨンでは表現できなかった、長い間持続する音を表現できるようになった。

(a)旧方式（ブリーチ・システム）での接続と、(b)ジェフ・デニンが採用した新システム（タンブラー・ラック・システム）の比較

カリヨン奏者としての技術向上と、改良したカリヨンによって、デニンの演奏は人々を魅了するようになった。市議会からの提案により、彼は毎週月曜日の夜に行う定期コンサートを始めた。彼が1892年8月1日に行った最初のコンサートは、歴史上初めてのカリヨンによるコンサートとなり、またこの時から、カリヨンはBGMを奏でる楽器としてではなく、コンサート楽器としての評判を得るようになった。

### 王立カリヨン学校の設立
コンサートを開催したことで、デニンはアメリカ合衆国のニューヨーク州と政府の役人だったウィリアム・ゴーラム・ライスとの面識を得る。ライスはハーグを旅してカリヨンを知り、カリヨンの本を執筆するために定期的にこの地を訪れて、カリヨン演奏家達を取材して回っていた。1913年8月18日のコンサートの後、デニンとライスはカリヨンの社会的影響力と教育的価値について意見を交換した。ライスは著書 Carillons of Belgium and Holland; tower music in the Low Countriesを1914年12月に出版し、3度再販した。この本は、英語でカリヨンについて書かれた初めての書物だった。この本は成功し、1915年と1925年にも出版する動機となった。ライスはアメリカ合衆国内でカリヨンの権威となり、1912年から22年までの間に書籍の出版だけではなく、複数の都市で35の講演、雑誌への記事掲載、ラジオ番組への出演、カリヨンに関する展示資料の提供を行った。1922年にライスは、ハーバート・フーヴァーとジョン・ロックフェラー2世から資金援助を得て、ジェフ・デニンと共にメッヘレンにカリヨン専門の学校を作り、初代校長といて活動した。のちにその学校は王立カリヨン学校ジェフ・デニンと名付けられた。

### 世界大戦による破壊

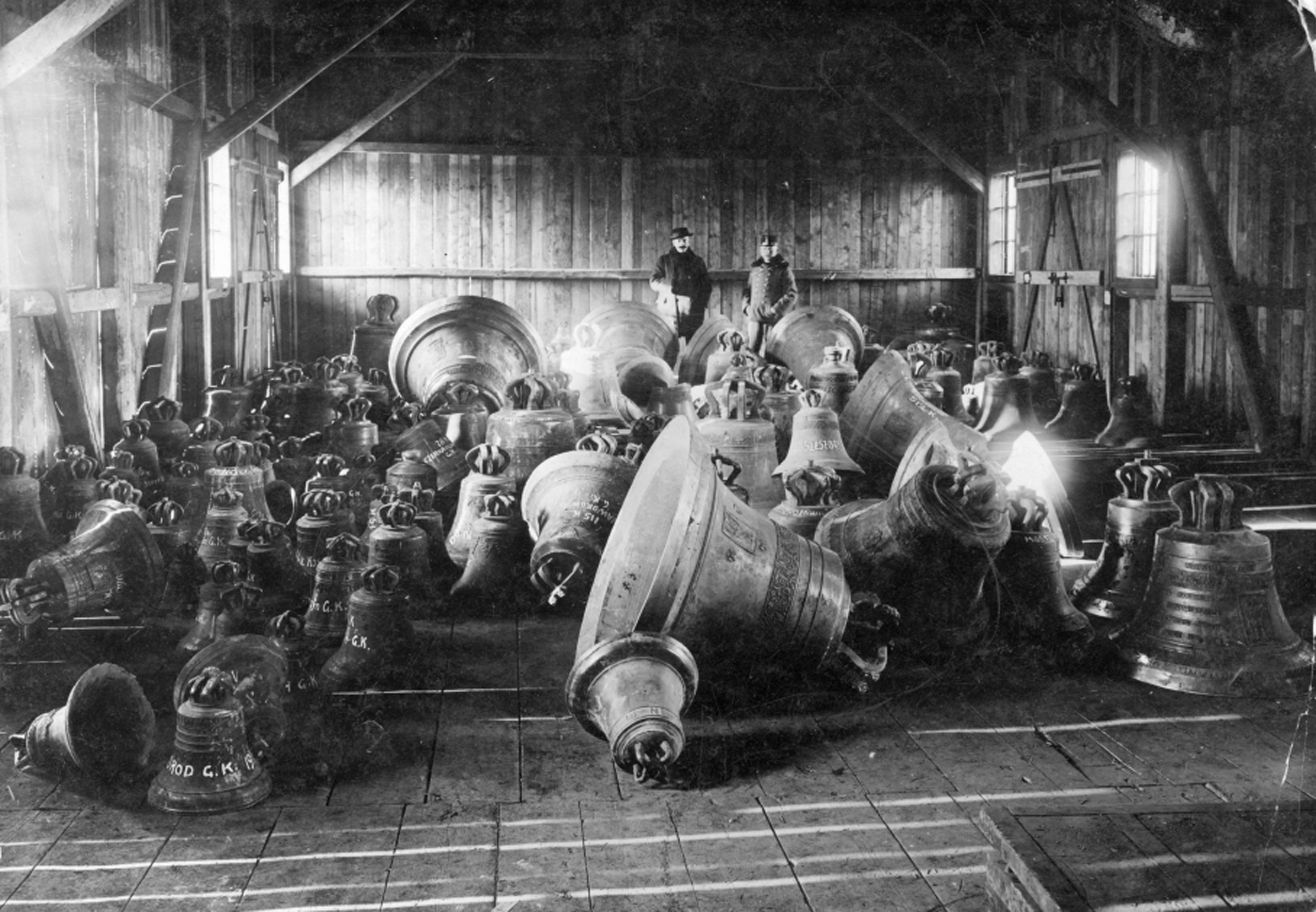
オーストリア＝ハンガリー帝国陸軍によって盗まれた鐘ウクライナ、リヴィウ、1916年

学術誌 「カナダの軍事史」（Canadian Military History）の雑誌『軍隊』（Legion）の編集者 Stephen Thorne は第一次世界大戦、第二次世界大戦の戦争中にカリヨンが破壊されたことを「ユニークで民主的な楽器の残忍な消滅」とみなしていた。当時ベルギーとオランダの同盟国では独特で民主的な楽器の消滅として広く報道された。第二次世界大戦ではイギリスの調査団が、ナチス・ドイツはベルギーでは全ての鐘の3分の2を、オランダでは全ての鐘を押収したと主張している。1938年から1945年の間に175,000個の鐘が盗まれ、鐘の墓地（ドイツ語: Glockenfriedhöfe）に集められた。そのうち150,000は鋳造所に送られ、銅の材料として使われた。

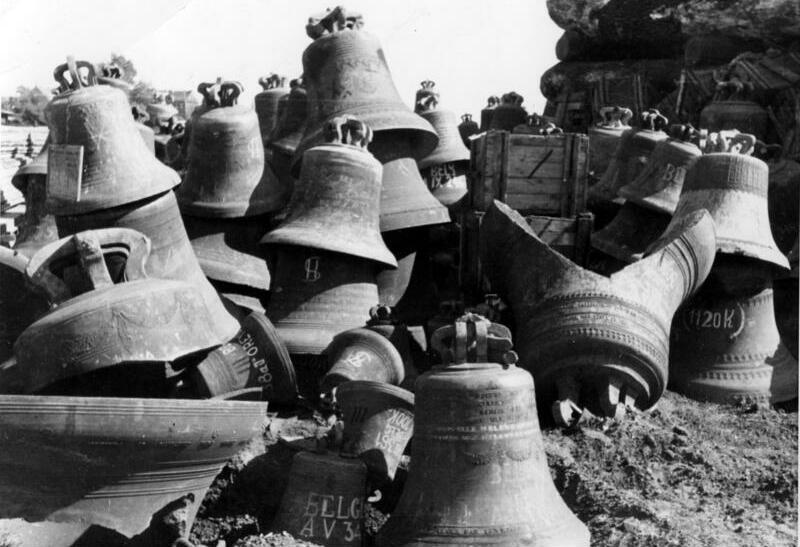
鐘の墓場Glockenfriedhof 1947年、ドイツ、ハンブルク

戦争の後、カナダ最初の州カリヨン奏者 (Dominion Carillonneur) で、アメリカ大陸での最初期のカリヨン奏者パーシバル・プライスが残った鐘の調査と、その返還を手伝うため派遣された。プライスは、またとない機会を利用してヨーロッパの鐘の理想的な音色の性質について研究し、発表している。

### 国際的認知
1970年代に、世界的なカリヨン組織の構想が練られて現実のものとなる。20世紀に造られた各国、または地域のカリヨン協会の連合組織として、世界中のカリヨン奏者とカリヨン愛好家のための組織世界カリヨン連盟が設立された。
1999年に、ユネスコは、建築の多様性と重要性を認めて、ベルギーにある32の鐘楼を世界遺産に指定した。2005年にはフランスにある23塔、ベルギーのジャンブルーの塔を追加指定してベルギーとフランスの鐘楼群となった。2014年には、ベルギーとオランダのカリヨン文化を無形文化遺産としても登録し、フランドルの文化大臣 Sven Gatz (英語版)は「ユネスコは、カリヨン奏者やこの文化的形態が今日の地域社会に関連するものであることを確かにしている人々の創造性を認識している」と述べている。
2008年に映画『シュティの国へようこそ』でカリヨンを紹介している。この映画は2021年現在フランス映画として売り上げが最も高い作品となっている。
2019年、アイルランドのコーヴにある、コーヴ大聖堂のカリヨン演奏がアイルランドの重要文化財として認められている。

## 使用法とレパートリー

### 音楽
カリヨンのレパートリーは、同様に長い歴史を持つオルガンと比べて大きく近代に偏っており、1900年以前に作られた作品は15点しか伝わっていない。カリヨンの演奏は、初期のパイプオルガンの様に即興演奏に依存する時代が長く続いた。初期のカリヨン奏者たちは、特に引退が近づくと非常に多くのことを他の人に伝える必要があったことを示す証拠が記録に残されている。バロック後期からルネサンス初期にかけて、鍵盤楽器向けの楽譜は特定の楽器向けではなく、どの鍵盤楽器でも演奏できるように書かれていた。そのため、初期のカリヨン向けの楽譜はチェンバロ、オルガン、ピアノなどと同じものだった可能性がある。その数少ない証拠として、現代まで生き残った1746年出版の Joannes de Gruytters による De Gruytters carillon book がある。この本に記されている曲は、明らかにカリヨンのために作曲されたものではなく他の楽器から編曲されており、他の鍵盤楽器でも簡単に演奏することができる。バロックの鍵盤楽器向けの曲はカリヨン向けの編曲に適したものが多く、ヴィヴァルディ、クープラン, コレッリ、バッハ、ヘンデル、モーツアルトなどが特に適している。

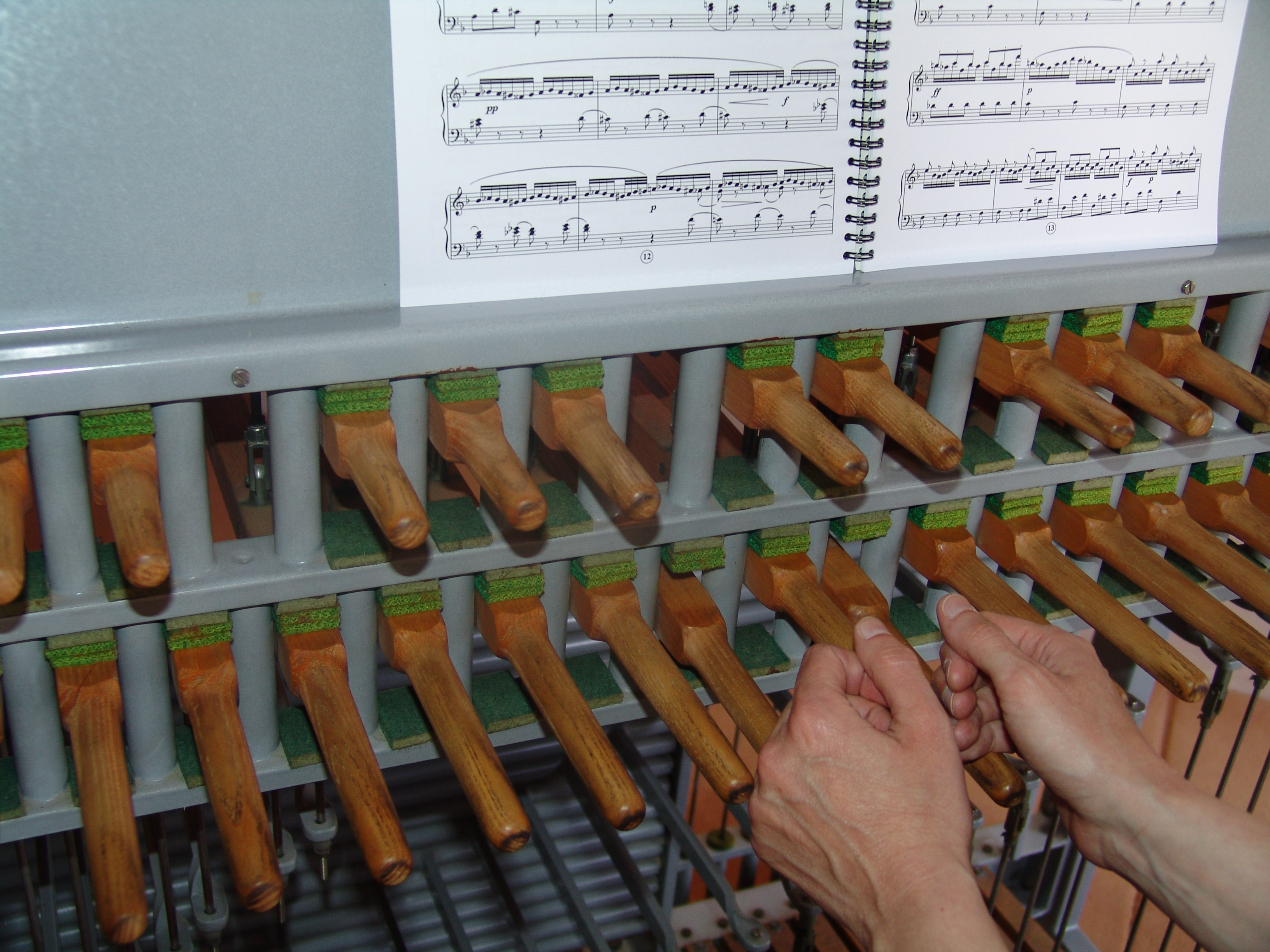
カリヨンの曲は大譜表に書かれる。ト音記号は手で演奏し、ヘ音記号は足で演奏する。

鍵盤楽全般向けではなく、カリヨンで演奏するために書かれた最も古い曲はマティアス・ファン・デン・ギュイエンによる「11の前奏曲」である。彼の作品の構造は、彼が長い間カリヨンで各種のキーボード汎用の曲を演奏していた上で、カリヨンでの音楽演奏を一般的なものにしたいと考えていたことを示唆している。1900年代初頭以降、技術面で挑戦的な彼の前奏曲はカリヨン奏者の標準的なレパートリーとなっている。
ジェフ・デニンは、カリヨンでどのような音楽を演奏するべきかについて発言を行い、今がその音楽を書くときだ、と何人かの作曲家を説得した。その中には、彼の生徒だった Staf Nees、レオン・ヘンリー、Jef Rottiersや、ジェフ・ファン・ホーフのような他分野の作曲家達がいた。カリヨン学校では1925年にカリヨンの楽譜出版を開始した。学校はカリヨン音楽において、高度な装飾音符、素早いパッセージ、トレモロ、バロック、ロマン派的要素などで構成する初期のメッヘレン様式あるいはフランドル様式と呼ばれるスタイルの提案者でもあった。
1950年代、1960年代にはカンザス大学から明らかに異なるアメリカ様式のカリヨン演奏が生み出された。大学のカリヨン奏者ロナルド・バーンズ (カリヨン奏者)が彼の仲間に、カリヨンのために作曲することを勧めたことにより数多くの曲が作られた。バーンズの展開した運動のうち、ロイ・ハムリン・ジョンソンによる、8音音階で作曲したカリヨン向けの一連の曲は最も成功したものである。ジョンソンによるカリヨン向けの曲の多くは名作として知られている。バーンズはレパートリー拡大のためにオリジナル曲を56、数百の編曲を製作した。
20世紀にカリヨン向けの作曲をした主要な作曲家として、Albert Gerken、Gary C. White、Johan Franco、ジョン・ポズドロなどがいる。アメリカ様式のカリヨンはメッヘレン様式の対局を成す形で発展した。メッヘレン様式の躍動的で素早いパッセージやトレモロに満ちた演奏者の芸の披露に対して、ゆっくりとしたパッセージ、希薄な和声、鐘の自然な音色に聴衆の注意を引きつける印象的なテーマなどを特徴としている。
北アメリカでカリヨンの楽譜が最初出版されたのは、1934年に G. Schirmer, Inc (en) からカーティス音楽学校の学生だったサミュエル・バーバー、ジャン＝カルロ・メノッティ、ニーノ・ロータによる学会の短期出版シリーズのものだった 。北米カリヨンギルドが楽譜の出版を始める1961年まで、北アメリカでは散発的に楽譜が出版されている。
1968年にはボック・タワー・ガーデンズに、世界最大級のカリヨン音楽と関連するリソースを収めたアントン・ブリーズカリヨン図書館が設立された。

### 組織
1970年代に当時あった国や地域単位、あるいは国際的なカリヨン組織を連合し、カリヨン演奏者と愛好家の中心的な組織として世界カリヨン連盟(The World Carillon Federation)が設立された。2021年現在、14の組織で構成されている。
- Association Campanaire Wallonne（ワロン鐘奏者協会）
- Carillon Society of Australia（カタルーニャ、ベルリンガー＆カリヨン奏者友愛会）
- Carillon Society of Britain and Ireland （イギリスカリヨン協会）
- Confraria de Campaners i Carillonistes de Catalunya （カタルーニャ、ベルリンガー＆カリヨン奏者友愛会）
- Deutsche Glockenspielvereinigung（ドイツカリヨン協会）
- Guilde des Carillonneurs de France（フランスカリヨン奏者ギルド）
- Guilde des Carillonneurs et Campanologues Suisses（スイスカリヨン奏者＆鐘史学者ギルド）
- The Guild of Carillonneurs in North America（北アメリカカリヨン奏者ギルド）
- Koninklijke Nederlandse Klokkenspel-Vereniging（オランダカリヨン協会）
- Lietuvos Karilionininkų Gildija（リトアニアカリヨン奏者ギルド）
- Nordisk Selskap for Campanologi og Klokkespil（ノルウェー鐘史学＆カリヨン協会）
- Polskie Stowarzyszenie Carillonowe（ポーランドカリヨン協会）
- Фонд Русский карильон（ロシアカリヨン協会）
- Vlaamse Beiaard Vereniging（フランドルカリヨン協会）

メンバー組織の多くは地域でのカリヨンの情報や会員の更新を知らせるために、会報を定期刊行している。連盟は3年おきにメンバー組織の母国で国際カリヨン会議 (World Carillon Congress) を開催している。会議では、カリヨンに関する講義、ワークショップ、委員会を開催し、ニュース、個別指導、研究開発などのテーマを扱う。

## カリヨン奏者の教育
カリヨンの演奏はオルガン奏者が行うこともあるが、カリヨンの演奏者となるための訓練を受けられる機関が世界に複数あり、専門のカリヨン奏者の育成を行っている。ベルギー、メヘレン市にある王立カリヨン学校ジェフ・デナインは最も人気があるカリヨン演奏者育成のための教育プログラムの一つである。またベルギーのルーヴェンにあるLCUA芸術大学では修士課程にカリヨンのコースを持ち、オランダのアメルスフォールトにあるユトレヒト芸術学校にはカリヨン専門の学科があり学士、修士課程を備える。イギリス 、フランス、デンマークにも学校が存在する。
北アメリカカリヨンギルドは、毎年定期的に行う会議の会期中にカリヨン演奏者の試験を行っている。合格者はギルドのカリヨン会員として認められる。このプログラムは2012年に王立カリヨン学校ジェフ・デニンが北米に開設した関連学校の北アメリカカリヨン学校 (North American Carillon School) と提携して行われている。
アメリカ合衆国のいくつかの大学にはカリヨン演奏の教育プログラムがある。カリフォルニア大学バークレー校、カリフォルニア大学サンタバーバラ校、ミシガン大学、フロリダ大学、デンバー大学、ミシガン大学では、カリヨン演奏についての全過程を学ぶことができる。クレムゾン大学、、インディアナ大学,、アイオワ州立大学,、カンザス大学、マーケット大学では、カリヨン演奏に関する限定したプログラムを受けることができる。また、大学で雇用されているカリヨン奏者や、大学以外の施設が持つカリヨンでは、個人レッスンを提供しているところがある。学校でカリヨンを持っていてもカリヨンのコースを持たない学校では、多くの場合クラブ活動や、イェール記念カリヨンのイェール・カリヨン演奏者ギルドのように学生が自主的に行う教育プログラムがある。
カナダではトロント大学内で卒業生を中心とした有志が演奏を行なっており、一部教育もなされている。オタワにあるカールトン大学はカナダ国会議事堂と連携してCertificateプログラム（学部卒の単位の一部に加算可能）を持っている。
2021年現在、日本においては日本カリヨン協会が、会員である修士を収めた日本人カリヨン演奏家によるオンラインレッスンを中心に個人レッスンをおこなっている。日本国内においては、現在カリヨン公式証明書を取得できる学校は存在しない。

## 楽器の分布

### 世界での分布
世界的にカリヨンの数を集計している機関が幾つか存在する。一部の機関は特定の種類のカリヨンのみの集計を専門としており、例えば戦争記念・平和カリヨン登録機関（War Memorial and Peace Carillons registry）では、戦争記念施設や世界平和を志して造られたカリヨンのみを集計している。世界カリヨン連盟では、伝統的カリヨン、すなわちバトン式鍵盤を使い、コンピューターや電子的なメカニズムを使用せずに演奏するものを集計している。TowerBellsでは伝統的カリヨンも非伝統的なカリヨンも合わせて集計しており、地図や技術仕様、仕様の要約を公開している。
TowerBellsと世界カリヨン連盟によると、世界には約700の伝統的カリヨンが存在している。南極大陸を除くすべての大陸に3つ以上のカリヨンが存在しているものの、20を超えるカリヨンを持つ国は6カ国しかない。「偉大なカリヨンの国」と呼ばれるこれらの国のうち、オランダ、ベルギー、アメリカ合衆国の3カ国に世界のカリヨンの2/3が存在する。また、ネーデルラント周辺の西ヨーロッパとアメリカ合衆国にあるカリヨンを合わせると90%以上になる。
北米のカリヨンのうち約80%は宗教機関と教育機関が保有しており 、一方ヨーロッパではほぼすべてのカリヨンを地方自治体が保有している。
現存しているほぼすべてのカリヨンは100年以内に作られたものであり、18世紀以前に造られて現存するカリヨンは50個ほと考えられている。TowerBellによると、さらに483の非伝統的カリヨンがアメリカとヨーロッパに存在している。
- オーストラリア、キャンベラにある55個の鐘のカリヨン、ナショナル・カリヨン（英語版）
- アメリカ合衆国イリノイ州スプリング・フィールドの67個の鐘のカリヨン、トーマス・リース記念カリヨン（英語版）
- カナダ、オタワにある53個の鐘のカリヨン、ピース・タワー（英語版）
- ドイツ、ベルリンにある68個の鐘のティーアガルテンのカリヨン（英語版）
- ベルギー、メッヘレンにある聖ロンバウツ教会の鐘楼。49個の鐘のカリヨンを二つ備えている。
- アイオワ州立大学の鐘楼「マクドナルド・スタントン記念カリヨン」MacDonald Stanton Memorial Carillon

### 日本
現在日本国内に設置されているカリヨンのうち、本格的な鍵盤を有するカリヨンは次の4基である。
- インテックス大阪
37鐘、3オクターブ、小型の鐘で総重量5トンと軽量なトラベリングカリヨン（移動式床置型）で、1984年の第2回御堂筋パレードにフロート参加したのちに大阪市に寄贈された[146]。大阪城公園に運ばれてブラスバンドとのジョイントコンサートや多数の市民が演奏体験したこともある。
- JR伊丹駅西側広場
1990年11月9日竣工。カリヨン塔の高さが15メートル、ベルギー、クロコマティック社製43鐘、4オクターブある。8月15日に平和の鐘カリヨンコンサート、6月19日頃に国際カリヨンの日を記念したコンサートが開催される。カリヨン塔の5階部分に鐘が設置され、鍵盤は4階部分にある。愛称「フランドルの鐘」[147]。日本で公共の場に設置された唯一のカリヨン。また、2021年6月に世界平和カリヨンにも登録されている[148]。
- 神慈秀明会神苑（非公開）
イオ・ミン・ペイが設計した三味線の撥の形のベルタワーで、カリヨン塔の高さが60メートル、50鐘、4オクターブ、鐘も大きく日本最大のカリヨンである。教祖殿前の広場に設置されている。
- ハウステンボス
「カロヨン」と称する。37鐘、3オクターブあり、屋内にタワー型で設置されている。開園当時は50鐘のトラベリングカロヨン（電動自動車に搭載）が園内を運行していた。

#### 日本国内の歴史的カリヨン
- カトリック夙川教会に1926年-1932年にかけて設置されたフランス、パッカール社（英語版）製の歴史的カリヨンが存在する[149]。機械式のアクションと演奏できるコンソール、自動演奏機構、スイングベルの機構も持つ。

- 椙山女学園に、1931年に設置された10鐘の歴史的チャイムが存在する。このチャイムは金剛鐘と呼ばれており、1920年ごろにイギリスのジレット＆ジョンストン（英語版）社で制作されている[150]。手動のアクションで演奏可能なコンソールがあり、同校の生徒によって毎日始業時に演奏されている[151]。

#### 非伝統的カリヨン
ほか、日本にはデザインに優れた様々な非伝統的カリヨンが数多くある。宇都宮市のベルモールのカリヨンは、ツリー型で49鐘、コンピュータでの音量調整機能で室内設置に対応しており、自動演奏はもとよりキーボードで演奏もできる。国立音楽大学の講堂前には電子式アクションで鍵盤を使って演奏できる47鐘のグロッケンシュピールがある。

## 移動式カリヨン

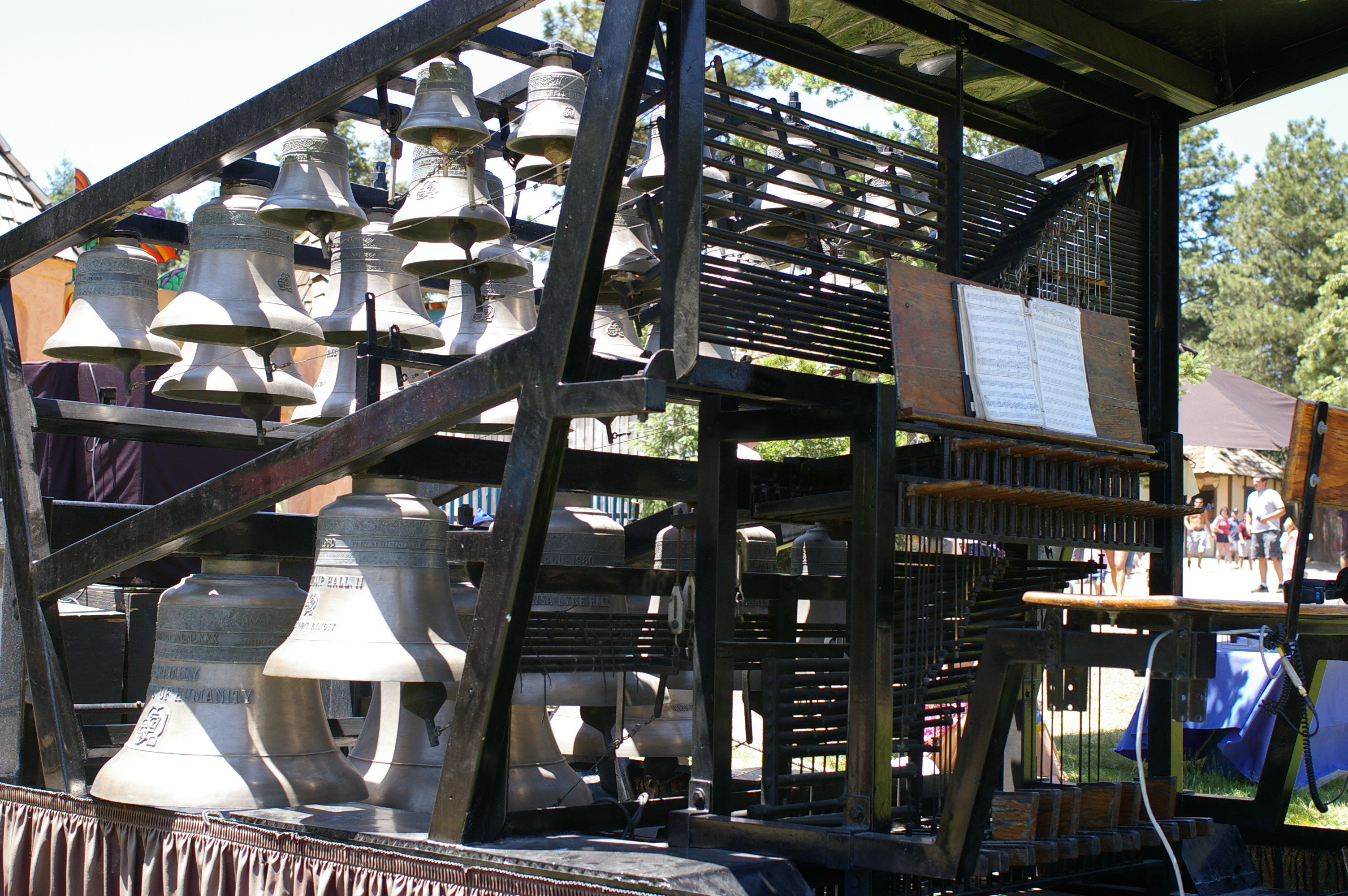
Cast in Bronze の持つトラベリングカリヨンのうちの一台。2008年6月、コロラドで行われたルネサンス・フェスティバルにて

塔ではなく、小型のフレームに鐘と鍵盤を納め、移動できるようにした移動式カリヨン、あるいはトラベリングカリヨン(Traveling, mobile carillons) と呼ばれる形態のカリヨンは、塔に納めるものに比べて非常に軽く小さい。移動式カリヨンは1933年から1938年の間にイギリスのノーラ・ジョンストンが考案した。彼女は伝統的なバトン式鍵盤をチャイムバーのシステムに接続したものを、移動可能なフレームに固定して、ラジオのドキュメンタリー番組、オーケストラのコンサート、コマーシャル出演で演奏するためにそれに乗ってアメリカ合衆国を二回訪れた 。のちに別の人の手によって、カリヨンの鐘を使ったものが作られた。
世界カリヨン連盟とTowerBellsによると、世界に約20の移動式カリヨンがあり、そのうち17が伝統的カリヨンとされている。ほとんどの移動式カリヨンは西ヨーロッパとアメリカにあり、販促用の道具として鐘の鋳造社が保有している。
アメリカ合衆国にある二つの移動式カリヨンはいずれも「ベルの精神」を特徴として他の楽器と一緒に鐘を演奏する音楽グループ Cast in Bronze が所有している。Cast in Bronze は楽器の保存と宣伝を使命としており、アメリカ合衆国の大衆にカリヨンを広く紹介したことで知られている。
日本国内には、ハウステンボス開演時に運行していた電気自動車にカリヨンをのせたトラベリングカロヨン(50鐘)と、ベルギーから大阪市に寄贈されたトラベリングカリヨン(37鐘)がある。いずれも2021年現在は演奏はされていない。